# World Industries
World Industries est une compagnie de skateboard.

## Historique
En 1987, le freestyler Steve Rocco fut renvoyé de Sims. Il acheta alors 500 skateboards à Skip Engblom (Santa Monica Airlines) et s'associa à John Lucero, de Black Label, pour monter ensemble un magasin. Lucero fut bientôt remplacé par Rodney Mullen. À l'époque, en plus de Steve Rocco, la compagnie comptait Jesse Martinez, Jeff Hartsel et Mark Gonzales dans ses rangs.
La compagnie prit sérieusement son envol en 1988. À l'époque, les relations avec les compagnies traditionnelles étaient tendues. D'abord appelée SMA (comme Santa Monica Airlines) et puis SMA World Industries, la compagnie dut changer de nom lorsqu'on signala à Rocco qu'il ne pouvait plus utiliser le nom SMA. Le début de l'appellation fut alors délaissée et le nom devint simplement World Industries.
Décidant de quitter Powell-Peralta, Rodney Mullen et Mike Vallely rejoignirent World Industries et y investirent encore plus d'argent.
La compagnie étant petite et innovatrice, elle était capable de s'adapter au monde changeant du skateboard et suivre les changements progressifs de la forme des planches. Les temps étaient durs dans l'industrie du skateboard, mais en sortant surtout des éditions restreintes et expérimentales, World Industries développa de nouvelles planches, plus adaptées au skate de rue de l'époque. Les plus grandes compagnies, coincées par leurs grosses productions, ne purent pas suivre. Les dessins originaux des planches de WI, essentiellement inspirés du monde des Cartoons, démarqua encore plus la compagnie sur un marché plutôt uniforme.
Pour avoir la mainmise sur le monde du skateboard, plusieurs petites marques sont créées avec à leurs têtes des personnalités du skateboard, One-O-One avec Natas Kaupas, Blind avec Mark Gonzalès (voir ci-après), Plan B avec Mike Ternasky et Danny Way (voir ci après également).
Steve Rocco, business-man underground, a son idée de la communication, privilégiant la polémique plutôt que le consensus, il est à l'origine, dans un petit milieu, de ce qu'on peut qualifier de "buzz", lançant un fanzine nommé "Big Brother" (qu'il revendra par la suite à Larry Flint Production).
Chaque numéro ayant un goût très prononcé pour la provocation et un objectif, faire parler de son nouveau petit empire.
Pour anecdote, le numéro 2 du fanzine créa tout de suite une polémique dans les médias classiques américains avec un article nommé "comment vous suicider proprement", en comparant plusieurs méthodes, le ton est donné.
Ce fanzine et les vidéos qui lui furent associés lança également Johnny Knoxville, connu pour être à l'origine des Jackass sur MTV fin des années 90. 
Début des années 90, la compagnie compte dans ses rangs des skaters novateurs et atypiques tel Jovantae Turner, Daewon Song, Daniel Castillo, Spencer Fujimoto et Kareem Campbell. Sa première vraie vidéo est la "Love Child", sortie en magasin en 1992 (une courte vidéo étant sortie auparavant mais étant très axée sur Steve Rocco et restant anecdotique). Cette vidéo a une bande son atypique, des titres des seventies américaines, décalée avec l'image rock & bones que le skateboard véhiculait jusque-là.
Ce court-métrage introduit le retour aux chaussures vintages tel les Puma "Clyde" et les Adidas "Gazelle", créant un buzz conséquent sur ces modèles à un point tel que ces grandes marques les ressortent pour répondre à cette nouvelle mode des "sneakers", qui dépassent le microcosme des skaters.
En 1989, Mark Gonzales quitta World Industries, désireux de lancer sa propre compagnie. Il prit Jason Lee avec lui et fonda la compagnie Blind.
Répondant au désir d'innovation du cofondateur de H-Street, Mike Ternasky, World Industries lança un partenariat avec H-Street, dont naquit la compagnie Plan B. L'accord était que World Industries soit le fabricant et distributeur, tandis que Ternasky s'occuperait de mettre la marque sur le marché, au départ de San Diego. Ternasky devint un membre de la team. Il fut malheureusement tué dans un accident de voiture en 1994. Plan B se sépara de World Industries et fut alors géré par Danny Way et Colin McKay. Elle ferma en 1998, pour être relancée en 2005 par Danny Way.
Las d'être considérés comme de "simples employés" aux yeux de Steve Rocco, alors que la compagnie vit et grossit grâce à leur créativité, en septembre 1993, huit riders (Rick Howard, Mike Carrol, Eric Koston, Rudy Johnson, Jovantae Turner, Tim Gavin, Sean Scheffey et Guy Mariano) ainsi que des "administratifs" comme Spike Jonze et Megan Baltimore, quittent les marques du giron WI et lancent la compagnie Girl. Lorsqu'en janvier 1994 Girl lança la marque Chocolate, elle récupéra un autre groupe de skateurs (Chico Brenes, Daniel Castillo…).
World Industries a développé les marques additionnelles Darkstar, Speed Demons et Tensor dans les années suivantes.
En juillet 2002, WI fut vendu à Globe Internation Ltd..
Certains dessins arborés par les planches de WI sont controversés par les conservateurs, notamment ceux montrant Devil Man (la mascotte) faisant un doigt d'honneur. WI s'illustre également dans le fingerboard créant des fingerpark.